# Charles Keightley
Sir Charles Frederick Keightley (Anerley, 24 giugno 1901 – Salisbury, 17 giugno 1974) è stato un militare britannico che servì durante la seconda guerra mondiale, nella crisi di Suez e, successivamente, fu Governatore di Gibilterra dal 1958 al 1962.

## Biografia

### Giovinezza e carriera militare
Charles Keightley nacque il 24 giugno del 1901 ad Anerley, l'unico figlio a raggiungere l'età adulta del reverendo Charles Albert Keightley e di sua moglie Kathleen Ross. La sua prima educazione gli fu data al Marlborough College.
In seguito, si diplomò al Reale accademia militare di Sandhurst, ottenendo il grado di sottotenente nel dicembre 1921, venendo poi inquadrato nel 5º Guardie Dragoni Principessa Carlotta del Galles il quale, unito con il 6º Dragoni Inniskilling, divenne il 5º Guardie Dragoni Reali Inniskilling, l'anno successivo. Alla fine del 1923, venne promosso tenente e poi capitano nell'aprile 1932, avendo servito per tre anni come Aiutante di reggimento. Studiò poi presso lo Staff College, a Camberley, dal 1935 al 1936, dopo il quale fu promosso maggiore e gli fu affidata una brigata di cavalleria meccanizzata in Egitto. In novembre, tuttavia, riuscì a prendere parte all'incoronazione di Giorgio VI del Regno Unito, a Londra, come membro della processione che accompagnarono il re e la regina al trono. Nel settembre 1938, la sua brigata fu inquadrata nella Divisione Mobile, che in seguito fu rinominata 7ª Divisione corazzata, comandata da Percy Hobart.
Keightley poté lavorare agli ordini di Hobart solo per un breve periodo, poiché, nel dicembre 1938, ricevette l'incarico di istruttore allo Staff College a Camberley, con il grado di tenente colonnello.

### Seconda guerra mondiale
Nel 1940, durante la seconda guerra mondiale, divenne ufficiale amministrativo capo della 1ª Divisione corazzata mentre questa era dislocata in Francia. Dopo la resa francese e la conseguente evacuazione dal continente, la 1ª Divisione fu riformata in Inghilterra mentre, il 13 maggio 1941, Keightley, promosso facente funzione di brigadier generale, fu messo al comando della 30ª Brigata corazzata, parte dell'11ª Divisione corazzata comandata proprio dal generale Percy Hobart. Nel luglio del 1941, ricevette l'onorificenza di Ufficiale dell'Ordine dell'Impero Britannico.
A fine dicembre 1941, venne promosso facente funzione di generale maggiore e divenne il comandante del Royal Armoured Corps Training Establishment, la base di addestramento per le unità corazzate in Inghilterra. Dopo soli cinque mesi, il 21 aprile 1942, gli fu affidata l'11ª Divisione corazzata – in quel periodo ancora nel Regno Unito – ma il 19 maggio passò alla 6ª Divisione corazzata, che comandò per tutta la campagna di Tunisia. Per il suo lavoro in nord Africa, fu nominato Compagno Cavaliere dell'Ordine del Bagno e ricevette la Legion of Merit dal governo degli Stati Uniti. Nel settembre 1943, il suo grado permanente fu avanzato da maggiore a tenente colonnello e successivamente a colonnello nel aprile del 1944.
Nel dicembre 1943, sostituì il generale Vyvyan Evelegh come Ufficiale Generale Comandante della 78ª Divisione di fanteria, che aveva combattuto accanto alla 6ª Divisione corazzata in Tunisia e che in quel momento stava servendo in quel periodo in Italia. Nell'agosto 1944, Keightley ricevette la Distinguished Service Order e il successo ottenuto, sia come comandante di una divisione di fanteria che di una corazzata, portarono alla sua promozione a facente funzione di tenente generale e all'assegnamento del comando del V Corpo dell'8ª Armata. All'età di 43 anni, divenne il più giovane ufficiale britannico durante la seconda guerra mondiale a comandare un Corpo d'Armata in azione. Keightley comandò il V Corpo durante l'operazione Olive, l'offensiva dell'autunno 1944 sulla Linea Gotica, e durante la successiva offensiva di primavera nell'aprile 1945, quando ebbe un ruolo fondamentale negli scontri presso Argenta. Il V Corpo poi si diresse in Austria e lì si trovava quando terminò la guerra, al seguito della quale, l'8 maggio 1945, Keightley firmò presso Klagenfurt un accordo di demarcazione con il comandante della 1ª Armata bulgara, il generale Vladimir Stoychev.
Nel Tirolo orientale e in Carinzia, l'8ª Armata accettò la resa dei "Cosacchi di Lienz", guidati da Pëtr Nikolaevič Krasnov, Kelech Ghirey e Andrej Škuro, e del XV SS-Kosaken Kavallerie Korps comandato da Helmuth von Pannwitz. Alla Conferenza di Yalta, i britannici si erano impegnati a restituire all'Unione Sovietica i cittadini sovietici che avevano collaborato con i nazisti. Dopo essersi consultato con Harold Macmillan, Keightley procedette quindi a consegnare i prigionieri e le loro famiglie, indipendentemente dalla nazionalità dei loro membri, fossero essi francesi, tedeschi, jugoslavi o persone con il passaporto Nansen. I prigionieri furono consegnati con l'inganno allo SMERŠ presso Judenburg: molti furono giustiziati sul posto, i rimanenti furono invece inviati nei gulag.
A metà del 1945, Keightley fu nominato Cavaliere Commendatore dell'Ordine dell'Impero Britannico e preso in considerazione come comandante del "Corpo del Commonwealth" per l'operazione Coronet, la pianificata seconda fase dell'invasione del Giappone. L'unità sarebbe stata formata da truppe australiane, britanniche e canadesi, ma i primi ebbero da obiettare sul fatto che Keightley non aveva esperienza di combattimento contro i giapponesi. Il conflitto terminò prima che fosse presa una decisione.

### Dopo la guerra
Nel 1946, Keightley lasciò l'Austria occupata e tornò al suo grado permanente, che nel febbraio del 1945 era diventato quello di generale maggiore, per divenire Direttore dell'Addestramento militare al Ministero della guerra. Due anni dopo, fu nominato Segretario militare alla Segreteria di Stato per la guerra, venendo promosso a tenente generale. Il 21 settembre 1949, assunse il comando dell'Armata britannica del Reno in Germania, ruolo a cui rinunciò nell'aprile 1951. In quest'ultimo periodo fu nominato Cavaliere Commendatore dell'Ordine del Bagno.
Nel maggio 1951, divenne Comandante in capo del Comando britannico dell'Estremo Oriente mentre nel settembre 1953 fu spostato al Comando del Medio Oriente. Sempre nel 1953, Keightley ricevette l'incarico onorario di Aide-de-camp general da parte della regina, incarico che durò per tre anni. In questo periodo, come comandante nel Medio Oriente, Keightley prese parte alla crisi di Suez, in particolare all'operazione moschettiere del 1956. Per i suoi servigi durante la crisi fu nominato Cavaliere di Gran Croce dell'Ordine dell'Impero Britannico e ricevette la Legion d'onore dal Governo francese. Nel gennaio 1957, rinunciò al Comando britannico nel Medio Oriente e si ritirò dall'Esercito britannico l'agosto successivo.
Dal 23 novembre 1947 al 23 novembre 1957, mantenne il ruolo onorario di colonnello del 5º Guardie Dragoni Reali Inniskilling, oltre al ruolo onorario di colonnello comandante della cavalleria del Corpo Corazzato Reale fino all'aprile 1968.
Al momento del pensionamento, Keightley fu nominato Governatore e Comandante in capo di Gibilterra, ruolo tenuto dal maggio 1958 fino all'ottobre 1962, quando si ritirò dall'esercito una seconda volta: il ruolo di Comandante in capo infatti era un incarico militare, seppur non retribuito, quindi tecnicamente era ancora un soldato in servizio attivo. Dal 1958, fu colonnello onorario del Reggimento Reale di Gibilterra.
Dal 1963, divenne Membro dell'ente caritatevole Royal Patriotic Fund Corporation; Charles Keightley morì in una clinica ospedaliera a Salisbury il 17 giugno 1974.

## Opere
- (EN) Charles Keightley, Despatch by General Sir Charles F. Keightley GCB GBE DSO, Commander in Chief Allied Forces. Operations in Egypt, November to December 1956, Londra, Ministero della Difesa britannico, 1957. Pubblicato nel (EN) The London Gazette (PDF), n. 41172, 10 settembre 1957,  pp. 5327-5337.